# Ali Sastroamidjojo
Ali Sastroamidjojo, (EYD: Ali Sastroamijoyo) là thủ tướng Indonesia lần thứ 8 và thứ 10. Ông sinh ra ở Grabag, miền trung Java vào ngày 21 tháng 5 năm 1903 và mất ở thủ đô Jakarta vào ngày 13 tháng 3 năm 1976.